# Берба ива траве на планини Озрен
Берба ива траве на планини Озрен је вековни народни обичај становника села око планине Озрен у веровању о изузетној лековитој моћи те траве убране на дан обележавања Усековања главе светог Јована Крститеља (11. септембар).

## Историја
Вековна пракса брања ива траве обавља се искључиво на дан обележавања Усековања главе светог Јована Крститеља (11. септембар) , као и континуитет у веровању о изузетној лековитој моћи те траве убране на тај дан, па отуд и пословица "трава ива од мртва прави жива". Убрана на тај православни празник, ива се суши и чува током године. Пију је болесни, а и здрави да предупреде болести и недаће. Овај обичај прихватиле су и млађе генерације. Пракса се преноси спонтано унутар породице, као и у основним школама.

## О ива трави
Трава ива (лат. Teucrium montanum) врло је лековита биљка која расте у планинским крајевима, успева на надморској висини од 500 до 1.000 метара. Најпогодније  станиште јој је на око 700 метара висине, баш на узвисини на којој је Гостиљ.
Ива трава се мора пажљиво бирати и брати и берачи морају барем трећину видљивих цветова оставити нетакнуте. Процес обично траје неколико сати.
Ива се конзумира на различите начине (као чај, натопљена ракијом, помешана са медом) како за лековито дејство тако и превентивно.

## Берба ива траве данас
Сваке године 11. септембра, на дан Усековања главе светог Јована Крститеља, становници села око планине Озрен одлазе на Гостиљ да беру ива траву. Након планинарења по брдима, становници села око планине Озрен свих друштвених, родних и старосних група беру ива траву.
Рано ујутро на дан Усековања главе светог Јована Крститеља, а након личне молитве светом Јовану или након литургије која се одржава у цркви у селу које је најближе озренском врху Гостиљу, људи се пењу уз стрме падине берући траву иву. У зависности од места поласка брање може потрајати и неколико часова. 
Када је брање завршено, берачи се пењу се на Гостиљ и окупљају се у мање групе, да би свирали, играли и певали уз традиционалну музику. Креће се певањем озренских песама, где се бројне групе надглашавају. Већина носи народне ношње из околине Озрена. Храна која се носи на врх и тамо једе је искључиво посна. Поподне се православни свештеници пењу на врх Гостиљ, где благосиљају и свете ива траву.
У прошлости је тај обичај био искључиво везан за народну медицину, али данас, осим примарне улоге брања ива траве на Озрену, то је посредно чувар озренске традиционалне ношње, песме и игре и интеграцијски елемент локалног становништва. Неколико локалних удружења позива сличне организације из различитих региона да учествују у пракси брање ива траве на Озрену од 1999. године. Од тада учешће у обичају узимају и појединци који нису са Озрена.
Дуга традиција места око Озрена одржала се до данашњих дана, а њу је препознао и Унеско, и тај обичај, то јест народно веровање је да је ива лек за све болести, уврстио на листу нематеријалне баштине човечанства

## Културно насљеђе
Елемент је уврштен 2011. године у Службену листу нематеријалне културне баштине (НКБ) Републике Српске и Босне и Херцеговине.
Процес номиновања за Брање траве иве на Озрену почео је 2011  године. Иницијативу за заштиту брања траве иве покренули су у Соколском друштву из Бољанића. То је подржао, а потом и кандидовао за Репрезентативну листу нематеријалног културног насљеђа човјечанства, у 2015. године ЈУ Музеј у Добоју и ресорно министарство (Министарство просвјете и културе Републике Српске). Од стране Комисије за сарадњу Босне и Херцеговине с УНЕСКОМ овај елемент НКН је кандидован испред Босне и Херцеговине за упис на Репрезентативну листу нематеријалног културног насљеђа човјечанства 31.03.2016.године.
Брање траве иве на Озрену је 28.11.2018. године уписано на УНЕСКО-ов Репрезентативни списак нематеријалне културне баштине човечанства на 13. засједању Међувладиног комитета за очување нематеријалног културног насљеђа одржаног на Маурицијусу. Уз то и проглашавање Гостиља заштићеним културним пејзажем обезбедиће трајну заштиту природних услова. То је трећи је елеменат из Босне и Херцеговине који је уписан на Репрезентативну листу нематеријалне баштине човечанства, раније су на ту листу уписани Змијањски вез и Коњичко дрворезбарство.
Презентације нематеријалног културног добра добојског краја је дио и изложби музеја и промоције исте на манифестацијама у земљи и иностранству. Изложба “Свјетско нематријално насљеђе са простора Републике Српске на UNESCO-вој листи”, отворена 3. јуна 2019 године у изложбеном простору Општине Града Солуна, приређена је уз ангажман Представништва Републике Српске у Грчкој. Изложбу је отворила шеф Представништва Јелена Јовановић Атханасиоу а свечаном отварању присуствовали су директор Музеја Републике Српске Миладин Савић, музејски савјетник етнолог Владимир Ђукановић и M.Sc. Небојша Драгојловић, виши кустос етнолог и директор Музеја у Добоју.

## Заштићена зона Гостиљ
Планински врх Гостиљ на Озрену, чија је основна вриједност трава ива, крајем децембра 2021. године проглашен је Заштићеним стаништем Гостиљ. Ова зона се простире на укупној површини од 131,97 хектара. Процес институционализације и очување овог природног и културног насљеђа трајао је 12 година. Велики допринос је дао и ЈУ Музеј у Добоју који активно ради на његовој заштити, уз подршку Градске управе Добој и надлежних институција од 2010. године. Ово је једино заштићено подручје у локалној заједници.
У елаборату, односно одлуци Владе о заштити станишта Гостиљ на Озрену, предвиђена су два рејона. У првом који се директно односи на станиште траве иве строго је забрањена употреба моторних возила, а управљач Шуме Српске има обавезу да прилагођава терен развоју иве и контролише њено брање. На подручју другог рејона дефинисано је питање постављање објеката, а по претходној сагласности Републичког завода за заштиту културно-историјског и природног насљеђа, те ресорног министарства. Кроз ту одлуку Владе забрањена је било каква експлоатација минералних сировина.
Осим траве иве, флористичким истраживањима утврђено је богатство биљним врстама, од којих су поједине ријетке и значајне.
Овдје је установљен двостепени режим заштите, односно други и трећи степен. На површини под режимом заштите другог степена забрањено је, између осталог, и сакупљање и коришћење строго заштићених биљних и животињских врста, осим у научно-истраживачке сврхе ради унапређења природних вриједности, као и сакупљање траве иве, осим симболичног сакупљања на дан "Брање траве иве на Озрену", уз обавезну употребу маказа.
За управљача подручја одређено је Шумско газдинство "Добој" у Добоју.

## Заштита и промоција културног добра
Музеј у Добоју је, уз подршку Градске управе и надлежних институција, покренуо иницијативу да по хитном поступку Завод за заштиту културно-историјског и природног наслијеђа изврши стручну експертизу која је преточена у елаборат, а на основу којег је Влада Српске донијела одлуку о Заштићеном станишту "Гостиљ".
Иницијативу за заштиту брања траве иве покренули су у Соколском друштву из Бољанића. То је подржао, а потом и кандидовао за Репрезентативну листу нематеријалног културног насљеђа човјечанства, у 2015. године ЈУ Музеј у Добоју и ресорно министарство (Министарство просвјете и културе Републике Српске). Музеј у Добоју је један од ријетких који имају презентацију нематеријалне културне баштине.
Традиција брања траве Иве на Озрену је промовисана је на поштанској маркици Пошта Српске на иницијативу Музеја у Добоју 11. септембра 2020. године. Наредне године проглашена најљепшом поштанском марком у 2020. години.
У Музеју у Добоју у оквиру изложбе “Нематеријално културно насљеђе добојске регије”, отвореном 4. новембра 2024. године у намјенски адаптираном простору у поткровљу Музеја на 150 m2 дио простора је посвећен берби траве иве на планини Озрен.